# I casi del capitano Flores. Persecuzione infernale
I casi del capitano Flores. Persecuzione infernale è il terzo giallo di Laura Mancinelli pubblicato nel 1999.

## Edizioni
- I casi del capitano Flores. Persecuzione infernale, collana ET Letteratura n.587, Einaudi Editore, 1999.
- (CA)  Persecució infernal. Els casos del capità Flores, III, traduzione di Anna Casassas, Días Contados, 2015.